# 金志錫
金 志錫（キム・ジソク、김지석、きん ししゃく、1989年6月13日 - ）は、韓国の囲碁棋士。韓国棋院所属、権甲龍八段門下、九段。世界戦で三星火災杯世界囲碁マスターズ優勝、国内戦ではGSカルテックス杯プロ棋戦2連覇、OllehKT杯優勝など。

## 経歴
2003年入段。2005年二段。2005年三星火災杯世界オープン戦出場。2006年三段、韓国囲碁リーグに第一火災チームで初出場。2007年名人戦リーグ入り、マスターズ獣神戦決勝で朴廷桓に1-2で敗れ準優勝。2008年四段、第1回ワールドマインドスポーツゲームズ男子団体戦で韓国チームとして出場し優勝。同年韓国囲碁リーグ嶺南日報チームで出場し、リーグ8勝5敗、ポストシーズン2勝1敗でMVP獲得。同年LG杯世界棋王戦ベスト16。2009年、物価情報杯決勝で李昌鎬を2-0で破り棋戦初優勝、これにより六段昇段、十段戦ベスト4。同年71勝16敗で年間最多勝、最高勝率、最多対局、最多連勝（17連勝）の4冠となる。同年第11回農心辛ラーメン杯で韓国チーム一番手で出場、3人抜き。2010年七段。
2010年に三星火災杯、2011年にLG杯でベスト4進出。2012年農心杯では4人抜き、八段、韓国囲碁リーグMVP。2013年GSカルテックス杯で優勝し、タイトル2回の実績で九段昇段。2014年、GSカルテックス杯を防衛し、三星火災杯で唐韋星を降し国際戦初優勝、囲碁大賞最優秀棋士賞。2018年農心杯で2人抜きし韓国優勝をもたらす。またテレビ囲碁アジア選手権優勝。
韓国棋士ランキングでは2009年4位、2013-14年2位。2012年には中国囲棋甲級リーグ戦に浙江チームで初参加し、主将戦8勝を含む10戦全勝とした。

### タイトル歴
国際棋戦
- 三星火災杯世界囲碁マスターズ 2014年
- 鳳凰古城世界囲棋嶺鋒対決 2015年（○唐韋星）
- テレビ囲碁アジア選手権 2018年

国内棋戦
- 物価情報杯プロ棋戦 2009年
- GSカルテックス杯プロ棋戦 2013-14年
- OllehKT杯オープン選手権 2013年
- JTBCチャレンジマッチ 2018年（第3回）
- 竜星戦 2018年
- マキシムコーヒー杯入神連勝最強戦 2021年

### その他の棋歴
国際棋戦
- LG杯世界棋王戦 準優勝 2015年（19回）、ベスト4 2011年、ベスト8 2015年（20回）、2019年(24回)
- 春蘭杯世界囲碁選手権戦 3位 2015年、ベスト8 2012年、2016年、2018年
- 三星火災杯世界囲碁マスターズ ベスト4 2010年、ベスト8 2011年、2013年、2022年
- 国手山脈杯国際囲棋戦 個人戦ベスト4 2018年
- BCカード杯世界囲碁選手権 ベスト8 2011年
- 応昌期杯世界プロ囲碁選手権戦 ベスト8 2016年
- CCTV賀歳杯囲棋戦 準優勝（○村川大介、×柁嘉熹）
- 国手山脈国際囲碁大会世界プロ最強戦 ベスト8 2019年
- 日中韓竜星戦 3位 2019年
- ワールドマインドスポーツゲームズ 2008年男子団体戦優勝（○チェコ、○日本（山下敬吾）、○中国（朴文尭））
- スポーツアコードワールドマインドゲームズ 2013年男子団体戦優勝、ペア戦3位（朴鋕恩とペア）
- IMSAエリートマインドゲームズ男子団体戦優勝 2016年
- 農心辛ラーメン杯世界囲碁最強戦
  - 2009年第11回 3-1（○山下敬吾、○丁偉、○高尾紳路、×謝赫）
  - 2012年第13回 4-1（○檀嘯、○山下敬吾、○朴文堯、○古力、×謝赫）
  - 2013年 0-1（×王檄）
  - 2014年 1-1（○張栩、×檀嘯）
  - 2015年 1-1（○井山裕太、×連笑）
  - 2016年 0-1（×范廷鈺）
  - 2018年（19回）2-0（◯党毅飛、◯柯潔）
- 招商地産杯中韓囲棋団体対抗戦
  - 2012年 0-1（×范廷鈺）
  - 2013年 2-0（○陳耀燁、○范廷鈺）
  - 2014年 1-1（×范廷鈺、○周睿羊）
- 金竜城杯世界囲碁団体選手権 優勝 2015年

国内棋戦
- 囲碁マスターズ戦神戦 準優勝 2007年
- バッカス杯天元戦 準優勝 2009年
- 物価情報杯プロ棋戦 準優勝 2012年
- GSカルテックス杯プロ棋戦 準優勝 2017年、2019年、2020年
- KBS杯バドゥク王戦 準優勝 2018年
- 大統領杯全国囲碁大会 準優勝 2021年
- ソパルコサノル最高棋士決定戦 2020年3位、2021年6位
- 牛膝鳳爪韓国棋院選手権戦 2022年5位
- 電子ランドライバル対戦 2021年 2-0（○申眞諝、○元晟溱）
- SG杯ペア碁最強戦 2016年準優勝（呉侑珍とペア）、2018年優勝（呉侑珍とペア）
- 韓国囲碁リーグ
  - 2006年（第一火災）7-7
  - 2007年（大邱嶺南日報、優勝）10-4
  - 2008年（嶺南日報、優勝）8-5、2-1
  - 2009年（嶺南日報、優勝）10-2（最多勝、MVP）
  - 2010年（嶺南日報）9-7
  - 2011年（嶺南日報）8-6
  - 2012年（ハンゲーム）11-5（MVP）
  - 2013年（ハンゲーム）12-2
  - 2014年（Kixx）
  - 2016年（Kixx）8-6
  - 2017年（Kixx）12-4（ポストシーズン 4-2）
  - 2018年（Kixx）9-4
  - 2019-20年（Kixx）10-5
  - 2020-21年（囲碁メッカ議政府）10-4
  - 2021-22年（囲碁メッカ議政府）11-3
  - 2022-23年（囲碁メッカ議政府）13-8

その他
- 中国囲棋甲級リーグ戦
  - 2012年（浙江建設銀行）10-0
  - 2013年（古井貢酒浙江）8-5
  - 2014年（浙江栄美控股）8-5
  - 2015年（浙江雲林棋禅）9-8
  - 2016年（浙江雲林棋禅）13-5
  - 2017年（民生銀行北京）9-4
  - 2018年（民生銀行北京）8-2
  - 2019年（浙江雲林棋禅）6-9
  - 2020年（衢州爛柯棋院）8-7
  - 2021年（衢州爛柯）8-7
  - 2022年（衢州爛柯）3-7
  - 2023年（衢州爛柯）6-7